# The Ink Spots
The Ink Spots var en amerikansk vokalgrupp. Gruppen hade sin storhetstid under 1930- och 40-talen. De var - tillsammans med andra grupper som the Mills Brothers - en av de första afroamerikanska grupperna som nådde både vita och svarta lyssnare med sin musik. Ink Spots var bland annat med om att utveckla sångstilen doo-wop.
Gruppen bildades i början av 1930-talet i Indianapolis. 1936 blev sångaren Bill Kenny medlem, och det var med honom gruppen kom att nå störst framgång. Förutom honom bestod den framgångsrikaste upplagan av gruppen av Orville "Hoppy" Jones (bas), Deek Watson (tenor) och Charlie Fuqua (bariton). 
De slog igenom brett 1939 med låten "If I Didn't Care" som nådde andraplatsen på amerikanska singellistan. De fick sin första singeletta samma år med "Address Unknown". Under det tidiga 1940-talet hade gruppen sedan ett flertal hits så som "Maybe" (1940), "Until the Real Thing Comes Along" (1941), "Don't Get Around Much Anymore" (1943), "Into Each Life Some Rain Must Fall" (1944, med Ella Fitzgerald) och "To Each His Own" (1946). Deras låtar började oftast med ett akustiskt gitarriff, följt av tenoren Bill Kenny som sjöng. Efter att Kenny slutat sjunga, reciterade basen Orville "Hoppy" Jones antingen den första halvan, eller låtens brygga, eller talade orden nästan i fri form. Bill Kenny avslutade sedan låten. På vissa av gruppens snabbare låtar sjöng istället Deek Watson huvudstämman. Hoppy Jones avled 1944 och det var början på slutet till gruppens storhetstid.
Gruppen var inte längre lika framgångsrik när 1940-tal övergick i 1950-tal, men den var fortsatt aktiv fram till 1954. Charlie Fuqua bildade dock en egen version av the Ink Spots som var aktiv fram till 1971 då Fuqua avled. Deek Watson avled 1969 och Bill Kenny avled 1978. Gruppen valdes in i Rock and Roll Hall of Fame 1989 som "Early influence".

## Eftermäle
Ett flertal av the Ink Spots låtar har förekommit i spelserien Fallout, liksom i TV-serien som bygger på Fallout-spelen. I Fallout spelas Maybe, i Fallout 3 även I Don't Want to Set the World on Fire. I Fallout: New Vegas förekommer It's a Sin to Tell a Lie och i Fallout 4 förekommer ett flertal låtar.